# شين كويامادا
شين كويامادا (باليابانية: 小山田真 كويامادا شين؛ ولد في 10 اذار / مارس 1982 في اليابان) هو ممثل، ومنتج تلفزيوني ياباني وُلد عام 1982، ومن أشهر أفلامه الساموراي الأخير.

## وصلات خارجية
- الموقع الرسمي
- شين كويامادا على موقع IMDb (الإنجليزية)
- شين كويامادا على موقع تيرنر كلاسيك موفيز (الإنجليزية)
- شين كويامادا على موقع أول موفي (الإنجليزية)
- شين كويامادا على موقع قاعدة بيانات الفيلم (الإنجليزية)